# 88786 Thanadelthur
88786 Thanadelthur è un asteroide della fascia principale. Scoperto nel 2001, presenta un'orbita caratterizzata da un semiasse maggiore pari a 2,290056 UA e da un'eccentricità di 0,216759, inclinata di 5,322562° rispetto all'eclittica.
È dedicato a Thanadelthur, donna della nazione Chipewyan Dënesųłı̨ne che ha servito come guida e interprete per la Compagnia della Baia di Hudson. È stata determinante nella stipula di un accordo di pace tra i Dënesųłı̨ne (Chipewyan) e il popolo Cree. Era trilingue, in grado di parlare inglese, chipewyan e cree.